# حوضه آبریز

الگوی یک حوضهٔ آبریز

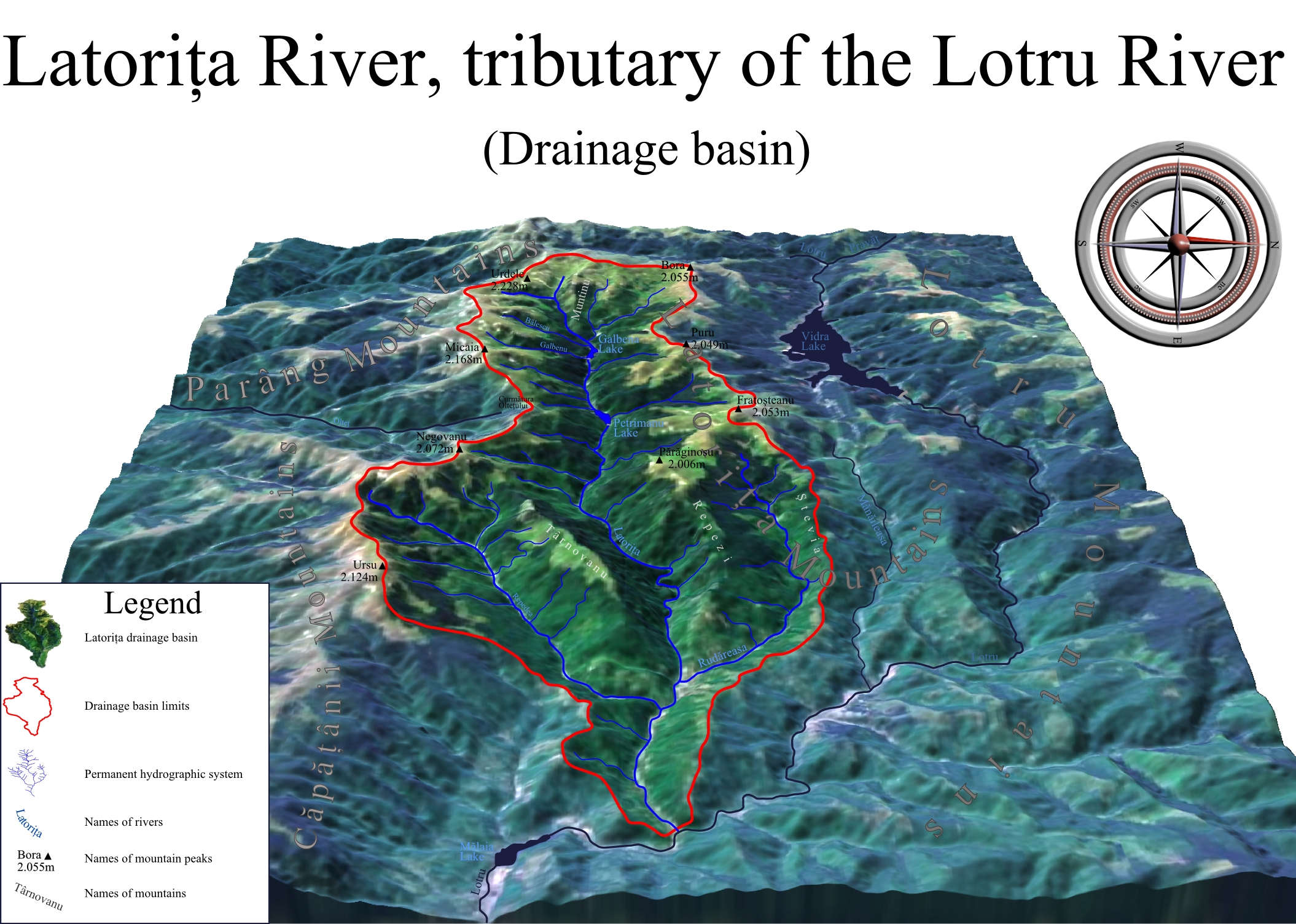
نقشه رقومی ارتفاعی حوضه Latorița River در رومانی

مدل رقومی ارتفاع حوضه رود لاتوریتا در رومانی

حوضهٔ آبریز یا حوضهٔ آبخیز یا آبریز (به انگلیسی: Drainage basin)، به قسمتی از خشکی‌ها گفته می‌شود که با توجه به شیب و شکل زمین، آب‌ها در آنجا به پست‌ترین مکان موجود در پهنه آن جریان یابد. از ابتدای انشعاب‌ها تا پایان پستی‌ها زمین را حوضهٔ آبریز می‌نامند. به بیان دیگر وقتی باران بر پستی‌ها و بلندی‌های زمین می‌بارد، آب در جهت شیب زمین حرکت کرده و پس از پیوستن به هم به صورت یک رود به سمت دریا، دریاچه و … روان می‌شود. شکل این رود براساس شیب رودخانه به شکل مستقیم یا مار پیچ در می‌آید. در صورتی که شیب رودخانه کم باشد به شکل مارپیچ و اگر تند باشد به شکل مستقیم در می‌آید. منطقه‌ای که رواناب‌های سطحی آن در یک مسیر مشخص حرکت کرده و در یک نقطه متمرکز شوند حوضهٔ آبریز نام دارد.
پست‌ترین مکان یک حوضه ممکن است دریا، دریاچه، باتلاق، رود و … باشد که معمولاً نام آن را بر روی حوضهٔ آبریز مورد نظر می‌گذارند. مرز جدایی حوضه‌های آبریز از یکدیگر معمولاً منطبق بر خط الرأس کوهستان است.

## تعریف‌ها

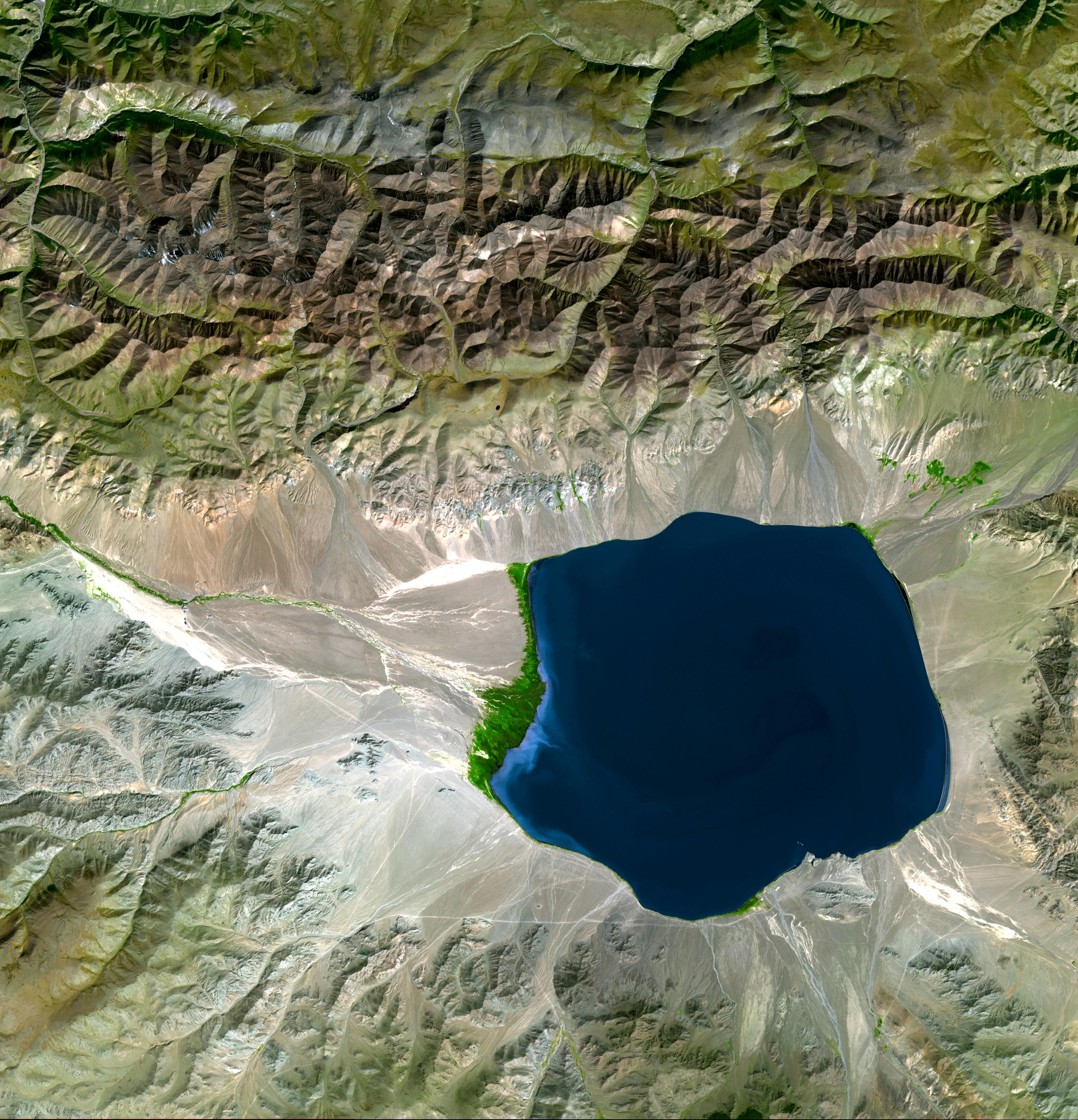
یک حوضه بسته در آسیای مرکزی

برای بیان چیستی آبخیز تعریف‌های متفاوتی ارائه شده که تقریباً همه برهم منطبق است، از جمله:
- عرصه‌ای که رواناب ناشی از بارش بر روی آن، توسط آبراهه‌ها جمع‌آوری می‌شود و به یک خروجی نظیر رودخانه، آب‌انباشت، تالاب، دریاچه و دریا هدایت می‌شود. به عبارتی دیگر حوضه آبریز تمامی سطحی را در بر می‌گیرد که آب‌های سطحی در آن منطقه به سمت نقطه یا محل مشخصی جریان می‌یابد.[۵]
- قسمتی از خشکی‌ها که با توجه به شیب و شکل زمین آب‌ها در آنجا به پست‌ترین مکان موجود در پهنه آن جریان یابد.[۲]
- وقتی باران بر پستی‌ها و بلندی‌های زمین می‌بارد، آب در جهت شیب زمین حرکت کرده و پس از پیوستن به هم به صورت یک رود به سمت دریا، دریاچه و … روان می‌شود. منطقه‌ای که رواناب‌های سطحی آن در یک مسیر مشخص حرکت کرده و در یک نقطه متمرکز شوند حوضه آبریز نام دارد.[۳]
- پهنه‌ای از زمین که بارش‌های طبیعی آن از طریق زهکشی به پیکرهٔ آب بزرگ‌تر هدایت می‌شود.[۱]
- حوضه آبریز، محدوده یا منطقه‌ای از زمین است که آب سطحی ناشی از باران و ذوب برف یا یخ به سمت یک نقطه واحد جمع می‌شود، که معمولاً نقطهٔ خروجی حوضه است، که در آنجا آب‌ها به یک پیکردهٔ آبی مثل یک رودخانه، دریاچه، مخزن سد، پای‌رود، تالاب، دریا یا اقیانوس می‌پیوندند.[۶]

## واژه‌شناسی
فرهنگستان زبان و ادب فارسی، واژه‌های آبخیز و حوضهٔ آبریز و آبریز را هم‌ارز این معنی قرار داده است.

### حوضه یا حوزه؟
واژهٔ «حوضه» مفهومی است فیزیکی، دارای درازا و پهنای جغرافیایی که می‌توان به راحتی بر روی نقشه، محدودهٔ جغرافیایی آن را مشخص نمود. با استناد به فرهنگ لغت عمید، این کلمه در زبان فارسی به معنی تالاب، آبگیر و گودالی در زمین برای نگهداشتن آب به‌کار برده می‌شود. این کلمه با کلماتی چون آبریز، آبگیر، آبخیز و … به کار برده می‌شود؛ ولی معنای لغوی «حوزه» با استناد به فرهنگ فارسی عمید ناحیه، طرف، میان ممالک و طبیعت است که مفهومی غیرفیزیکی و با حد و مرز نامشخص است که نمی‌توان محدودهٔ جغرافیای خاصی برای آن قائل شد، چرا که گسترهٔ آن با قرار گرفتن در کنار هر کلمه، دستخوش تغییر بوده و این گستره حتی برای یک کلمه نیز می‌تواند متفاوت باشد، مانند حوزهٔ انتخابی. طبق فرهنگ فارسی معین واژهٔ «حوضه» برای مسائل طبیعی و واژهٔ «حوزه» برای مسائل انسانی (شهری، روستایی و …) کاربرد دارد؛ بنابراین در مباحث مربوط به آب‌شناسی باید از «حوضه» (حوضهٔ آبریز، حوضهٔ زهکشی و …) و در مسائل انسانی- اجتماعی از «حوزه» (مانند: حوزهٔ انتخابیه، حوزهٔ هنری و …) استفاده کرد.

### آبریز یا آبخیز؟
در ایران اصطلاح «حوضهٔ آبریز» در رشته‌های جغرافیا، آب‌شناسی و زمین‌شناسی رایج است و در رشته‌های منابع طبیعی از اصطلاح «حوضهٔ آبخیز» استفاده می‌شود. طبق فرهنگ فارسی معین واژهٔ «حوضه» برای مسائل طبیعی و «حوزه» برای مسائل انسانی (شهری و روستایی) کاربرد دارد. واژهٔ «آبریز» هم معانی مختلفی دارد که یکی از معانی آن در فرهنگ فارسی عمید بدین صورت است: جایی از رودخانه که آب از کوه یا نهر وارد آن می‌شود. اصطلاح «آبخیز» در فرهنگ معین به معنی زمین پرآب به‌کار رفته است. با توجه به معانی واژه‌ها و تعریف حوضه، استفاده از اصطلاح «حوضهٔ آبریز» مناسب‌تر به‌نظر می‌رسد. برخی دیگر از محققان نیز پیشنهاد می‌کنند که برای حوضه‌های بزرگ، مانند حوضهٔ کارون و حوضهٔ مرکزی ایران، از واژهٔ آبریز و برای حوضه‌های کوچک مثلاً حوضهٔ کسیلیان از واژهٔ آبخیز استفاده شود.

### در زبان انگلیسی
در زبان انگلیسی برای توصیف آبخیز از واژه‌های مختلف استفاده می‌شود که عبارتند از: drainage basin, catchment, catchment area, catchment basin, drainage area, river basin and water basin.
در آمریکای شمالی، معمولاً اصطلاح watershed برای حوضهٔ آبخیز بکار می‌رود (اگرچه در سایر کشورهای انگلیسی‌زبان، فقط برای رساندن معنی اصلی آن یعنی خط تقسیم آب به کار می‌رود.

#### تقسیم‌بندی بر اساس مساحت
اصطلاحات مورد استفاده برای بیان حوضه استاندارد نیست. در انگلستان واژهٔ Catchment و در آمریکا از واژهٔ Watershed برای حوضه استفاده می‌شود. اگرچه استفاده از این اصطلاحات بر حسب اندازهٔ حوضه نیست ولی در برخی آژانس‌های دولتی آمریکا اصطلاح Catchment برای حوضه‌های کوچک‌تر و Watershed برای حوضه‌های بزرگ‌تر به‌کار می‌رود. برای حوضه‌های بسیار بزرگ مانند آمازون نیز اصطلاح Basin به‌کار می‌گیرد.
| ردیف | اصطلاح فارسی  | اصطلاح انگلیسی | مساحت (هکتار)           | واکنش هیدرولوژیکی |
| ---- | ------------- | -------------- | ----------------------- | ----------------- |
| ۱    | ناحیهٔ آبریز   | Basin          | بزرگ‌تر از ۱٬۰۰۰٬۰۰۰     | بسیار کند         |
| ۲    | حوضهٔ آبریز    | Catchment      | از ۱۰۰٬۰۰۰ تا ۱٬۰۰۰٬۰۰۰ | کند               |
| ۳    | زیرحوضهٔ آبریز | Sub-catchment  | از ۱۰٬۰۰۰ تا ۱۰۰٬۰۰۰    | نسبتاً کند         |
| ۴    | حوضهٔ آبخیز    | Watershed      | از ۱٬۰۰۰ تا ۱۰٬۰۰۰      | متوسط             |
| ۵    | زیرحوضهٔ آبخیز | Sub-watershed  | از ۱۰۰ تا ۱٬۰۰۰         | شدید              |
| ۶    | خرد آبخیز     | Microwatershed | کوچک‌تر از ۱۰۰           | بسیار شدید        |

بر اساس: مؤسسهٔ بین‌المللی آب، 2006

## در ایران
در عرصهٔ حوضه‌های آبخیز کشور شامل ۶ اَبَرحوضه (براساس تقسیمات وزارت نیرو) برابر با مساحت کل کشور می‌باشد، که هر یک از این حوضه‌ها خود به حوضه‌های کوچک و تا چندین رده نیز کوچک‌تر تقسیم می‌شوند. این شش ابرحوضه عبارتند از:
۱- حوضهٔ آبریز دریای مازندران با ۷ حوضهٔ کوچک‌تر،
۲- حوضهٔ آبریز خلیج فارس و دریای عمان با ۹ حوضهٔ کوچک‌تر،
۳- حوضهٔ آبریز دریاچهٔ ارومیه، با ۱ حوضهٔ کوچک‌تر،
۴- حوضهٔ آبریز فلات مرکزی با ۹ حوضهٔ کوچک‌تر،
۵- حوضهٔ آبریز مرزی شرق با ۳ حوضهٔ کوچک‌تر،
۶- حوضهٔ آبریز قره‌قوم با ۱ حوضهٔ کوچک‌تر.
براساس تقسیمات آبخیزداری، عرصهٔ حوضه‌های آبخیزداری حدود ۱۲۵ میلیون هکتار از مساحت کشور را در بر می‌گیرد. حدود ۳۹ میلیون هکتار باقی‌مانده از سطح کشور را مناطق بیابانی، کویری، باتلاقها، دریاچه‌ها، شهرها و … تشکیل داده است.